# Airães
Airães is een plaats (freguesia) in de Portugese gemeente Felgueiras en telt 2628 inwoners (2001).